# 三遊亭小歌
三遊亭 小歌（さんゆうてい こうた、1941年1月26日 - ）は、落語協会所属の落語家。新潟県出身。本名∶土田 明紘。出囃子∶俄獅子くずし、定紋∶片喰。

## 来歴
1964年8月に二代目三遊亭歌奴に入門。翌年1月 前座となり三遊亭歌一と名乗る。
1971年11月、三遊亭歌司、金原亭駒三郎、橘家竹蔵、柳家さん八、三遊亭朝治と共に二ツ目昇進し三遊亭歌橘に改名。1977年1月に小歌と改名。
1982年4月に初代月の家小圓鏡、金原亭駒三、柳家さん枝、林家えび蔵、林家ばん平と共に真打昇進。
1985年に歌坊に改名し、2004年1月に小歌に名前を戻した。

## 芸歴
- 1965年1月∶二代目三遊亭歌奴に入門、前座名「歌一」。
- 1971年∶二ツ目昇進、「歌橘」と改名。
- 1977年∶「小歌」と改名。
- 1982年∶真打昇進。
- 1985年∶「歌坊」と改名。
- 2004年3月∶「小歌」と改名。

## 人物
五代目円楽一門会の両国寄席にも出演している。
落語界きってのアウトロー噺家と称される。
二代目金原亭馬玉と二人会を開いている。